# パソコン音楽クラブ
パソコン音楽クラブ（パソコンおんがくクラブ、PASOCOM MUSIC CLUB）は、2015年に結成した、らくたむ（代表）、柴田、西山、塚越、まほちゃん（マネージャー）、ヴァージニア州からなる日本のDTMユニット。テーマは"DTMの新時代が到来する!"。現在は主に柴田と西山を中心に活動している。
ローランド・SCシリーズやヤマハ・MUシリーズなど1990年代の音源モジュールやデジタルシンセサイザーを用いた音楽を構築している。

## メンバー

### 柴田
本名：柴田 碧（しばた あおい）
1995年2月10日生まれ、大阪府泉大津市出身。現在は東京在住。留年を経て、大阪教育大学教育学部教養学科卒業。
親の影響で小さいころからYMOを聴いていて、そこから電気グルーヴとかを聴くようになった。
3歳からピアノ教室に通ったが本人曰くあまり練習しないまま中学校1年生でやめているという。
中学生のときの部活は技術部（パソコン部）で、YouTubeを見たり、マット運動のようなことをさせられたりしていたという。
ペットはゴールデンハムスター、名前は「ハムスター」 で、2019年5月生まれ。
ソロ名義にてんとう夢（む）/ Baumkuch / 青龍WEST / lnu_wanwanwan (頭文字はLなので注意) / 100% Onnyu / DRUM TEST などがある。
使用機材
- Roland : SC-88ST Pro / XP-10 / D110 / JV-880 / JP-8000 / JUNO-106 / TR-505 / TR-707 / R-8 / TB-303
- YAMAHA : MU-90 / SY-55 / DX-27 / PSS270
- KAWAI : R-50
- CASIO : DJ-1 / CT-607 / CZ-101 / CZ-3000
- BOSS : DB-90

### 西山
本名：西山 真登（にしやま まさと）
1994年1月17日生まれ、大阪府堺市南区出身。堺市立宮山台中学校、大阪市立大学生活科学部人間福祉学科卒業。好きな料理は鳥の唐揚げ。
実家で飼っている犬の名前はマロン。犬種はビションフリーゼで、去勢後半年は元気がなく癌を疑われていたという。
中学生のときの部活は卓球部。
愛称は「ポキ山」。ソロ名義にscostyもある。
使用機材
- Roland : SK-88Pro / JV-1080 / MC-303
- YAMAHA : MU-120 / TG-300 / RX-17 / RX-21/ DX-7 / DX-21/ RM1x / SU-200
- CASIO : SK-1 / CZ-3000
- KORG : M3R / Wavestation SR / M1
- Ensoniq : VFX
- Pioneer DJ : RMX-500(ライブセットで使用)

## 来歴
2015年11月、結成。
2018年6月20日、1stアルバム『DREAM WALK』をリリース。
2019年9月4日、2ndアルバム『Night Flow』をリリース。
10月26日、リミックスアルバム『Night Flow Remixes』を配信リリース。
11月、作詞・作曲・編曲を担当した「ポケモンしりとり」がアニメ『ポケットモンスター』（テレビ東京）エンディングテーマとして放映開始。
2020年1月8日、2ndアルバム『Night Flow』が「第12回CDショップ大賞2020」に入賞。

## 作品

### EP「PARK CITY」（2017年4月3日）
Maltine Records、MARU-163
1. PALMのShow View?（Intro）
2. Until Morning
3. Mobile Dog House￥
4. VR バケーション feat.加奈子
5. You遊…（Outro)
6. Dreaming all night long (レコードのみボートラ)

アナログ盤は2018年4月29日の音系・メディアミックス同人即売会 M3-2018春にて発売（MARU-163）、またBandcampでも2018年5月18日に枚数限定で発売された。
このEPの中に西山が所有するSK-88Proの音源のみで制作された曲が存在する。
ジャケットのデザインはスケブリによるもので、大阪南港ATCの写真を写真素材サイトPIXTAから購入し、そのまま採用されたものである。

### カバーアルバム「SHE IS A」（2017年7月7日）
1. WAY TO THE SHORE
2. SEA LINE
3. NIGHT SIGHT OF PORT ISLAND
4. SEA SONGSUNSET OF MICRO BEACH
5. OSHI-TAO-SHITAI (MEMORIES OF DUSSELDORF)
6. 52ND STREET
7. THE BASS BATTLE
8. MID SUMMER DRIVIN’
9. LOVIN’ YOU

角松敏生のインストゥルメンタルアルバム『SEA IS A LADY』をほぼ全編カヴァーしたアルバム。Bandcampでの無料配信のみ。

### 1stアルバム「DREAM WALK」（2018年6月20日）
PSCM-001
1. 走在
2. Virtual TV
3. Waterfront
4. OLDNEWTOWN
5. Toxic (Interlude)
6. Inner Blue [vocal:イノウエワラビ]
7. Once More [vocal:イノウエワラビ]
8. Beyond

トレイラー - YouTube
このアルバムのジャケット写真は、ジョナサン熱海サンビーチ店である。本人曰く、「ファミレスは町中にあるイメージがあったから不思議な感じがした。熱海サンビーチとジョナサンの間の道を勝手に"ドリームウォークロード"と呼んでいます」。
本アルバム収録のInner Blueの4つ打ちセルフリミックスである「Inner Blue (Pasocom 4x4 Remix)」は、ライブ会場などで売られている「COM disc」というCD-Rに収録されている。
一曲目と二曲目の間に挿入されているラジオの音は、マスタリング時に実際のラジオを録音したものだという。

### EP「CONDOMINIUM. ー Atrium Plants」（2018年10月2日）
1. Exhibition
2. Atrium Plants
3. Hydroponic
4. Seed feat. Q.i (Maison ette Maison)

テーマは「普段ライブでやっているような4つ打ちの音源」。

### リミックスアルバム「DREAM WALK REMIXES」(2018年11月2日 bandcampにて配信)
1. 走在 (チワワとおさんぽ Bootleg) / ピアノ男
2. Virtual TV (pavilion xool remix) / pavilion xool
3. Waterfront (AOTQ remix) / AOTQ
4. OLDNEWTOWN (Mitaka Sound Remix) / Mitaka Sound
5. Toxic (909state remix) / 909state
6. Inner Blue (Applekid ver.) / Applekid
7. Once More (Batsu remix) / Batsu
8. Beyond ((C)OOL JAPAN remix) / (C)OOL JAPAN

ジャケットデザインはスケブリこと杉山峻輔。
フィジカル盤は2018年10月28日（日）東京流通センターにて開催される同人音楽即売会M3にて発売。ブースは第一展示場K-23bで、価格は1000円、CD-R（白盤）仕様の200枚限定発売だった。
スポット動画 - Vimeo

### 2ndアルバム「Night Flow」（2019年9月4日、PSCM002 CD）
1. Invisible Border (intro)
2. Air Waves
3. Yukue [vocal:unmo]
4. reiji no machi [vocal:イノウエワラビ] MV - YouTube
5. Motion of sphere
6. In the eyes of MIND
7. Time to renew [vocal:イノウエワラビ]
8. Swallowed by darkness
9. hikari [vocal:長谷川白紙]

ティザー1 - YouTube ティザー2 - YouTube
限定盤LPを2019年10月30日にリリース（PSCMLP002）
第12回CDショップ大賞2020入賞
『夜から朝までの時間の流れにおける感覚の動きを描いた9曲入りの2ndアルバムです。前作”DREAM WALK”では記憶やイメージに焦点を当てましたが、今作はもっと現実と地続きに感じる異質さ、日常的なものが特異になる様子に着目しました。』

### リミックスアルバム「Night Flow Remixes」（2019年10月26日配信リリース/CDは12月8日リリース）
1. Invisible Border（さよひめぼう remix） / さよひめぼう
2. Air Waves（909state remix / feat. 磯貝依里＆イノウエワラビ） / 909state
3. Yukue（Fire Emjay edition） / Fire Emjay＆unmo
4. reiji no machi（in the blue shirt remix） / in the blue shirt＆イノウエワラビ
5. Motion of sphere（cherryboy function remix） / CHERRYBOY FUNCTION
6. In the eyes of MIND（seaketa remix） / seaketa
7. Time to renew（Batsu remix） / Batsu＆イノウエワラビ
8. Swallowed by darkness（(c)OOL JAPAN remix） / (c)OOL JAPAN
9. hikari（imai remix） / imai＆長谷川白紙

### ミニアルバム「Ambience」(2020年8月7日配信リリース)
1. Breathing
2. Curved River
3. Ventilation
4. Murmur
5. Downdraft
6. Overlay

トレーラー映像
内容に関しては「全曲インスト、シンセサイザーの音で日記を書いた感じになりました。」とのこと。
リリースイベントとして2020年8月16日（日）18:00 より「パソコン音楽クラブ “Ambience” Online Release Party＠大阪SOCORE FACTORY」と題した無観客配信を行う。ジャケットデザイン・ティザー映像のディレクションはアートディレクター・デザイナーの相馬衣里が担当。

### 3rdアルバム「See-Voice」(2021年10月13日CD/配信リリース PSCM004)
1. Dehors (intro)
2. Listen (Vo : 猪爪東風 (ayU tokiO))
3. Locator (Vo : Tomoyuki Sagesaka (isagen))
4. 遠くまで (Vo. unmo)
5. Aqua Glass
6. Panorama (Vo : 弓木英梨乃)
7. 潜水 (Vo : 川辺素)
8. Sun Point
9. Voice (Vo : Tokiyo Ooto)
10. ぬけて
11. 透明な青 (Vo : Tokiyo Ooto)
12. Affirmation
13. Around the core
14. 海鳴り (Vo : unmo, 川辺素)

### 3rdアルバム リミックス・リワーク集 「See-Voice Remixes & Reworks」（2022年1月27日配信リリース）
1. Listen (ayU tokiO Rework)
2. 遠くまで (ind_fris Remix)
3. Panorama (Aiobahn Remix)
4. 潜水 (川辺素 Remix)
5. Voice (Tokiyo Ooto Rework)
6. 海鳴り (リョウコ2000 Remix)

3rdアルバム『See-Voice』のリミックス・リワーク集。ジャケットデザインはアルバムに引き続き杉山峻輔、写真は寺沢美遊が担当。

### 4thアルバム 「FINE LINE」（2023年5月10日CD/配信リリース PSCM005）
1. Prologue
2. PUMP! feat.chelmico
3. Ch.XXXX
4. It's (Not) Ordinary feat.MICO
5. KICK&GO feat.林青空
6. Dog Fight
7. Omitnak
8. Sport Cut
9. UFO-mie (Album Mix) feat.The Hair Kid
10. Phase-Shift (skit)
11. Playback
12. Terminal
13. Day After Day feat.Mei Takahashi (LAUSBUB)

ジャケットデザインは前作アルバムより引き続き杉山峻輔が担当し、アートディレクターとしてとんだ林蘭が参加。
4thアルバム リミックス・リワーク集 「FINE LINE Remixes」（2023年11月22日配信リリース） 
1. Prologue - 徳利 mix
2. PUMP! feat.chelmico PARKGOLF Remix]
3. Ch.XXXX - Milk Talk Remix
4. KICK&GO feat.林青空 PAS TASTA Remix]
5. Dog Fight feat.町田匡
6. Omitnak - AcidGelge Acid House Remix
7. Sport Cut - Telematic Visions thirdkind mix
8. UFO-mie feat.The Hair Kid
9. UFO-mie feat.The Hair Kid [Guchon Remix]
10. Day After Day feat.高橋芽以 [Tanuki Remix]
11. Day After Day feat.高橋芽以 [Lausbub Remix]

### 配信限定シングル
| 発売日         | タイトル            |
| -------------- | ------------------- |
| 2022年7月27日  | KICK&GO feat.林青空 |
| 2022年11月4日  | SIGN feat.藤井隆    |
| 2023年1月24日  | DEPOT vol.1 - EP    |
| 2023年2月28日  | DEPOT vol.2 - EP    |
| 2023年10月27日 | For The Aliens - EP |

### リミックス作品
- The Hair Kid「Plastic New York Feat Q.i (パソコン音楽クラブ Remix)」（アルバム「Plastic Inbox」に収録、2016年8月16日リリース）
- ビーフ「VIRTUA BEACH [パソコン音楽クラブREMIX]」（8cmシングル「VIRTUA BEACH」に収録、2016年8月19日リリース）
- Kamome Sano 「Internet City (パソコン音楽クラブ リミックス)」（EP「Enhancer EP」に収録、2017年4月30日リリース）
- Tanaka Sca「Onemanshow Onemanshow Onemanshow [パソコン音楽クラブ Remix]」（EP 「Summer Resort, Summary Report」に収録、2017年6月28日リリース）
- Yackle「SnowyNight (パソコン音楽クラブ Remix)」（EP「SnowySummer EP」に収録、2017年7月14日リリース）
- Poor Vacation「ロンググッドバイ (パソコン音楽クラブ Remix)」（EP「F/E/E/L/S」に収録、2017年7月20日リリース）
- Meishi Smile, LLLL & U-Pistol feat. Calendula「Always, (パソコン音楽クラブ Remix)」（シングル「Always,」に収録、2018年1月26日リリース）
- Satellite Young「Sanfransokyo Girl (Pasocom Music Club Remix)」（EP「Sanfransokyo Girl」に収録、2018年2月19日リリース）
- tofubeats「ふめつのこころ (パソコン音楽クラブ remix)」（2018年2月23日配信開始）
  - 2019年9月4日発売「RUN REMIXES」にも再収録[29]
- フィロソフィーのダンス「アイム・アフター・タイム Remixed by パソコン音楽クラブ」（シングル「イッツ・マイ・ターン / ライブ・ライフ」初回限定盤Bとミックスアルバム「SAPIOSEXUAL」に収録、2020年3月6日リリース）[30]
- Imai「Out There (パソコン音楽クラブ Remix)」（EP「My Life, Out There」に収録、2018年7月25日リリース）
- 909state「RaTaTaTam (Pasocom Music Club Remix)」（EP「横綱 EP」に収録、2018年10月28日リリース[31]）
- Native Rapper「TRIP (パソコン音楽クラブ Remix）」（アルバム「TRIP Remixes」に収録、2019年5月31日リリース）
- Ghost like girlfriend「（want）like（lover）（パソコン音楽クラブ remix）」（アルバム「Version」初回限定盤ボーナスCDに収録、2019年6月19日リリース[32]）
- Sora tob sakana「ささやかな祝祭-パソコン音楽クラブRemix-」（シングル「ささやかな祝祭」通常盤に収録、2019年7月24日リリース）
- おやすみホログラム「GHOST RIDER – パソコン音楽クラブ REMIX」（アルバム「. . . . .」に収録、2019年8月1日リリース）
- 長谷川白紙「キュー (パソコン音楽クラブ Remix) 」（7インチレコード「Hakushi Hasegawa official bootleg vol.1」に収録、2019年9月7日発売）
- YMCK「You Can Be A Star (パソコン音楽クラブ Go Go General MIDI Remix)」（アルバム「FAMILY CIRCUS」に収録、2019年10月28日配信開始）
- Milk Talk「Ah Be Rue (パソコン音楽クラブ Remix) (7-inch Edit)」（7インチレコード「Ah Be Rue」に収録、2019年12月18日発売）
- For Tracy Hyde「水と眠る (パソコン音楽クラブ remix)」（原曲はアルバム「New Young City」に収録。2020年4月22日デジタル配信開始）
- group inou「THERAPY (パソコン音楽クラブ Remix)」（2020年5月29日配信開始[33]）
- CHERRYBOY FUNCTION 「The Endless Lovers (Pasocom Music Club Remix)」(EP「suggested function EP#5」に収録。2020年7月8日リリース。12インチレコードは2020年12月23日発売。[34])
- サンドリオン「キラーチューン (パソコン音楽クラブ Remix)」（ベストアルバム「SOUND OF BEST」に収録。2020年7月9日リリース）
- EXELLLA「I Feel (パソコン音楽クラブ remix)」（tofubeats主宰レーベル「HIHATT」の5周年記念EP「HIHATT5TH」に収録。2020年10月24日発売[35]）
- アーバンギャルド 「傷だらけのマリア（パソコン音楽クラブ REMIX）」（アルバム「TOKYOPOP 2」に収録。2021年8月4日発売）
- さよならポニーテール「ナタリー (パソコン音楽クラブ Remix)」(2022年2月1日公開[36] 2022年3月17日配信開始[37])
- dj newtown「2005 (パソコン音楽クラブ remix)」(tofubeats 主宰レーベル「HIHATT」のEP「2005 REMIXES」に収録。2022年2月13日発売[38])

### 参加作品
- コンピレーションアルバム「YOUNG FOLKS IN METROPOLIS」内、9曲目「Furo Technology」(2016年9月15日リリース)[39]
- コンピレーションアルバム「Megadrive」内、6曲目「조개」（2018年3月25日リリース）
- コンピレーションアルバム「Oneironaut」内、5曲目「goyang-i」（2019年3月25日リリース）
- tofubeats with うんコーラス隊 「生きる・愛する・うんこする」（「うんこミュージアムTOKYO」公式テーマソング、うんコーラス隊メンバーとして参加[40]、2019年9月25日配信開始）
- コンピレーションアルバム「Casiotunes!」（柴田がソロで参加。2020年5月5日リリース[41]。）
- コンピレーションアルバム「PAC-MAN 40th ANNIVERSARY COLLABORATION vol.1」内、3曲目「EAT&RUN」(2020年5月22日配信開始[42])
  - 柴田「"パックマン"が迷路のなかを走りながらクッキーを食べる感じをイメージしています。めちゃめちゃ安直なテーマなんですけど、「プレイヤー視点ではなく、あえて"パックマン"視点の曲を作ろう」というのを西山くんと話し合ったんです。ステージを俯瞰するのではない感じというか。そこで、"パックマン"が迷路を走り回る感じの焦燥感を出せたらと思い、効果音がどんどん鳴り続けるみたいな感じの曲に仕上げました。」
  - 西山「個人的にはあまり『パックマン』が上手ではなく、ステージをクリアーするまで必死でジョイスティックを操作するという、いい意味での焦りやハラハラ感というイメージを曲で表現できればと思って制作しました。」[43]
- パソコン音楽クラブPresents.『COM_PLEX』 特典音源「 COM_PLEX BONUS SPLIT 」（2020年11月29日リリース）
  - 主催したイベント『COM_PLEX』の配信チケット購入者への特典。CD-Rは会場でも配布。
  - 収録楽曲は
    - 1. パソコン音楽クラブ - COM_PLEX
    - 2. リョウコ2000 - 無人28号
- コンピレーションアルバム「empty hours 1」（柴田がソロで参加[44]。全員匿名で参加するコンピレーションアルバム企画。2020年12月4日リリース[45]。）

### 楽曲提供
- WEB-CMソング  キャンプモバイル社カメラアプリ「SNOW」CM[46] (2017年3月[47])
- TV-CMソング「ラフォーレ原宿グランバザール」（会期は2017年7月27日から7月31日[48]。CM映像 - Youtube）
- TVドラマ「電影少女 -VIDEO GIRL AI 2018-」劇伴の一部をパソコン音楽クラブが担当（2018年1月13日より放送）
- 池袋ショッピングパーク タトク市テーマソング （「ゆnovation」 と制作、2018年3月[49]）
- WEB-CMソング「OMRON 駅案内ロボット「レイ」」（2019年3月16日より京王電鉄株式会社 井の頭線 下北沢駅にて試験運用を開始[50]。CM映像 - Youtube）
- KONAMI 音楽ゲーム『beatmania IIDX 27 HEROIC VERSE』収録「Hyper Drive feat. ぷにぷに電機」。（作詞・歌唱：ぷにぷに電機 作曲：パソコン音楽クラブ。 ジャンルはDANCE POPとして収録。2019年10月16日より全国のアミューズメント施設にて稼動）
- somunia「last night」（作詞がsomunia、パソコン音楽クラブはトラックを提供、2019年11月30日リリース[51]。）
- ましのみ「NOW LOADING」（作詞・作曲：ましのみ　編曲：パソコン音楽クラブ、ミニアルバム「つらなってODORIVA」に収録、2020年3月18日リリース）
  - ましのみ『パソコン音楽クラブが好きで、ライブに行ってお願いしたら編曲をやっていただけることになりました。中毒性ある最高なリフとビートにしていただいて。やりとりも1ターンで完成して。浮かべている状況は、渋谷（神泉）や新宿（歌舞伎町）の奥の方なイメージでした。』[52]
- ポケモン音楽クラブ「ポケモンしりとり（ピカチュウ→ミュウ Ver. / ミュウ→ザマゼンタ Ver. / フルサイズ Ver.）」（作詞・作曲・編曲・歌唱を担当、増田順一プロデュース、うたポケモンキッズ2019）[53][54]
  - アニメ「ポケットモンスター」エンディングテーマ（2019年11月 - ）
  - 2020年4月からは「ミュウ→ザマゼンタVer.」
- RYUTist「春にゆびきり」（作詞・作曲・編曲、アルバム「ファルセット」収録、2020年7月14日リリース、楽曲は2020年4月19日配信開始）[55]
  - オフィシャルビデオ https://www.youtube.com/watch?v=zZETasj8yE4&feature=youtu.be
- 書き下ろし楽曲提供 劇団ノーミーツ第二回長編公演『むこうのくに』 2020/7/23(木・祝)〜7/26(日) 上演[56] 劇伴
- バンダイナムコエンターテインメント「電音部[57]」
  - アザブエリア 灰島銀華 『Haiiro no kokoro (Prod. パソコン音楽クラブ)』CV 澁谷梓希、2020年9月30日配信開始[58]。
  - 『電音部』は、バンダイナムコエンターテインメントが手掛ける、本格的なダンスミュージックを中心とした音楽原作新規キャラクタープロジェクト[59]。
  - パソコン音楽クラブはコンポーザーとして参加[60]。
- 藤井隆「SLENDERIE ideal[61]」内、10曲目「14時まえにアレー」（作詞：YOU 作曲・編曲：パソコン音楽クラブ、2020年10月28日発売）
- 特務機関NERV防災啓発動画「自然災害伝承碑」篇（2020年12月10日公開）
- ここなつ2.0「メモリーズ」（CV:日南結里、小澤亜李。アルバム「ホシノメモリー」の7曲目に収録。16曲目にはinstrumentalバージョンも。）(2021年3月17日発売[62])
- にしな「東京マーブル」(作詞：にしな、作曲：にしな、編曲：パソコン音楽クラブ) (2021年8月11日発売[63])
- 小松未可子「なんだなんなんだ！」（作詞作曲：Q-MHz・編曲：パソコン音楽クラブ）(2022年7月13日配信開始[64])
  - テレビアニメ「ちみも」エンディング主題歌[65]
- Hack'ｎBerry 「あいむいんらぶ」（作曲：パソコン音楽クラブ・歌唱：川勝未来、永瀬アンナ）
  - アニメ「ユーレイデコ」エンディング主題歌[66]。2022年7月3日放送開始[67]。

### SoundCloud公開楽曲
- 大団円
- 塑料的世界
- しあわせ
- 子どもの算数
- Digital Clock
- Cut It Up/Urban Garden
- Down Town（Sugar Babe Cover）
- ?好和生活的地板
- プラチナ（坂本真綾）PMC SC55mkⅡ?
- 子どもの社会
- 功夫少女白書（Short）
- TY's Dream
- ゴミ（思い出のぬいぐるみ）
- ハイパーヨーヨー難しい（Short）
- Communication
- B面（Short）
- 八景島シーパラダイス
- Dreamin'
- Hello!
- Bird 愛lands
- NEXCO東日本
- Pom Poko
- Virtua Beach ??????? 仮 想 の 浜 辺 ???????
- 花博
- HAMAYAN
- The Hair Kid - Plastic New York feat Q.i (パソコン音楽クラブ Remix)
- Wild Blue（short）
- brinq - Can you undless my love パソコン音楽クラブREMIX
- Legs
- 8 JBODY2
- Escape
- 高齢者のダンス
- Sun Dog
- There's Bird 愛 Land
- Mobile Dog House
- Move Your Body
- Express 25
- Bakatin
- Traffic Information （Short）
- Thousand Knives（坂本龍一）?
- Waterfall
- STRA"W"（Short）
- 7?化
- brinq - Can you undless my love パソコン音楽クラブWWWX 1023 REMIX
- kamome sano / internet city (パソコン音楽クラブ リミックス Demo)
- Mach
- Yackle - SnowyNight Feat. powaramiu (パソコン音楽クラブ Remix)
- Locator 404
- viral code
- Cosmic Surfing（Yellow Magic Orchestra cover）
- Tempo Tap Tempo
- Digital Ensemble Demo
- 幸福駅発
- Low - Cost
- PlugHouse
- Mobile Dog House￥ Dub
- Alibabacom
- momikaesi
- the oto factory R _ U _ S _ H _ H _ O _ U _ R _（Pasocom Music Club Remix）
- Sleigh Ride

SoundCloudを始めた理由は、それぞれ1万円くらいだけ持ってソフマップの中古売り場に行き、そこで買ったシンセでそれぞれ曲を作ってみたが「せっかくだから聴かせ合おうよ」という考えからSoundCloudを利用し交換日記のような感じで作った曲を共有するようになったのがきっかけ。
ユーザー名を決める際に適当に付けた名前が“パソコン音楽クラブ”。

### その他
- 新聞掲載：『静岡新聞』とんがりエンタ「平成最後の夏彩る電子音　若手ＤＴＭユニット「パソコン音楽クラブ」が熱海でライブ[69]」（2018年8月23日掲載）
- 雑誌掲載：『キーボード・マガジン』（リットーミュージック）2018年10月号 AUTUMN「ノンリアルタイム世代が聴くYMO〜山口一郎（サカナクション）、篠田ミル（yahyel）、森山公稀（odol）、ドリアン・コンセプト、パソコン音楽クラブ」[70]（2018年9月10日発売）
- 雑誌掲載：『サウンド&レコーディング・マガジン』（リットーミュージック）2018年11月号 「PEOPLE：パソコン音楽クラブ」[71]（2018年9月25日発売）
- オンライン番組：マルチネ・ボーカロイド・スクール「四時限目・パソコン音楽クラブ編[72]」（2018年12月1日公開）
- 雑誌掲載：『サウンド&レコーディング・マガジン』（リットーミュージック）2019年2月号「DAW AVENUE：STEINBERG Cubase Pro 10 パソコン音楽クラブ」[73]（2018年12月25日発売）
- 雑誌掲載：『サウンド&レコーディング・マガジン』（リットーミュージック）2019年4月号「DAW AVENUE：STEINBERG Cubase Pro 10 パソコン音楽クラブ」[74]（2019年2月25日発売）
- 雑誌掲載：『サウンド&レコーディング・マガジン』（リットーミュージック）2019年5月号「DAW AVENUE： STEINBERG Cubase Pro 10 パソコン音楽クラブ」[75]（2019年3月25日発売）
- 寄稿： 「規格がもたらした自由 アーティスト パソコン音楽クラブ」日本規格協会グループ（JSA GROUP）（2020年5月20日）
- インタビュー：RealSound 「伊藤万理華がパソコン音楽クラブに聞く、表現に対する思い　新連載『Marika’s Labo』スタート」（2020年9月10日）

## エピソード
- 年齢が一歳違うためか、柴田は西山を「西山さん」、西山は柴田を「柴田くん」と呼ぶ。
- 2人は別々の大学に通っていたが、共通の知り合いからバンドに誘われたことが出会いのきっかけ。西山がギター、柴田がキーボードを担当していた。「女の子がボーカルの普通のポップスをやるバンド」として恥ずかしいからあまり話したくないエピソードらしい[68]。
- ノーマン・リーダスがバイクで世界各地を巡る旅番組「ライド with ノーマン･リーダス（英語: Ride with Norman Reedus）」で日本を訪れた際に撮影した映像に[76]、京都メトロでライブ中の柴田が猫の人形を持って写り込んでいた[77]。
- 柴田は小学生の頃、両親とアメリカをキャンピングカーで旅行中、ヒューストンで一人置いていかれたことがある。
- 柴田は新木場のライブで一度だけ半裸になったことがあるが調子に乗ったと思い恥ずかしくなり5秒で服を着たことがある[78]。
- 2020年4月からは不定期に、西山、 元CLUB METROのスタッフ・ビンゴ、in the blue shirt、DJでトラックメーカーのピアノ男、ドラムンベースDJの消しゴムをメンバーとした「対三密式!トラックメーカーライブコメンタリー実況生配信プロジェクト『Brainbuster』」と題し、トラックメーカーをゲストに招き、ライブの模様を見つつ対談するスタイルの配信番組をスタートした[79]。
- 2020年5月、西山は親交の深いDJ・トラックメーカーのBatsuに誘われ、大阪府内にトマソンスタジオと呼ばれるプライベートスタジオを開いた。新型コロナウィルス感染症の流行下で、DJパフォーマンスをする機会が減っているため、配信を目的としている。同じくDJ・トラックメーカーのin the blue shirtことアリムラも参加している。当初の予算は一人20万だった[80]。ロゴデザインはグラフィックデザイナーのかずおが担当し、カタカナの"ト"を回転させ、超芸術トマソンの定番である純粋階段をモチーフにしている[81]。2020年5月16日に行われたクラブ「秋葉原MOGRA」主催のオンライン配信イベント「MU2020」のin the blue shirtのライブもこのスタジオから配信され、放送終了後は同スタジオより「#MU2020 お疲れ！の会[82]」と題した反省会の模様も中継された。
- 2020年8月16日に行われたAmbienceのオンラインリリースパーティー[83]では、ライブ前に「びっくり前説」として「西山くんが大変なことに」と題したショートムービーが放映された。ライブ本編は南堀江のSOCORE FACTORYから配信された。柴田はその演技力から「DTM界の菅田将暉」と評された[84]。
  - あらすじ：柴田が西山からの電話に出ると、西山が朝起きるとぬいぐるみになっていたという。ミッツィー申し訳に相談すると過去にgroup inouのimaiやtofubeatsもぬいぐるみになった経験があるという。imaiに相談すると羨ましがられ、tofubeatsからは自分の好きな曲を聞いたらすぐに人間に戻れたというアドバイスを受ける。リリースパーティー当日まで人間には戻れず、西山の好きなコブクロを聴いてみるが効果がなく悩む２人。会話の中から偶然でてきたパソコン音楽クラブ「Inner Blue」を聴くことで人間に戻ることができ、ライブ会場へと急ぐ。
    - 脚本・演出・編集：パソコン音楽クラブ
    - 出演：imai（group_inou）・tofubeats・ミッツィー申し訳・パソコン音楽クラブ
    - 撮影：ミッツィー申し訳・AD再騰二三夫

## ミュージックビデオ
| 公開日     | 監督               | 曲名                 | 備考 |
| ---------- | ------------------ | -------------------- | ---- |
| 2019/09/03 | 田島太雄           | reiji no machi       |      |
| 2021/12/16 | 杉山峻輔           | Panorama             |      |
| 2022/01/12 | seaketa            | 海鳴り               |      |
| 2022/07/27 | 杉山峻輔、山口悠野 | KICK&GO feat. 林青空 |      |
| 2022/11/04 | 杉山峻輔           | SIGN feat. 藤井隆    |      |